# Attentat du 8 janvier 2017 à Jérusalem
L’attentat du 8 janvier 2017 à Jérusalem est une attaque terroriste au camion-bélier sur la promenade d'Armon Hanatziv dans le quartier de Talpiot-Est. L'attaque a fait 4 morts et 17 blessés. L'auteur de l'attentat a été abattu.

## Attaque

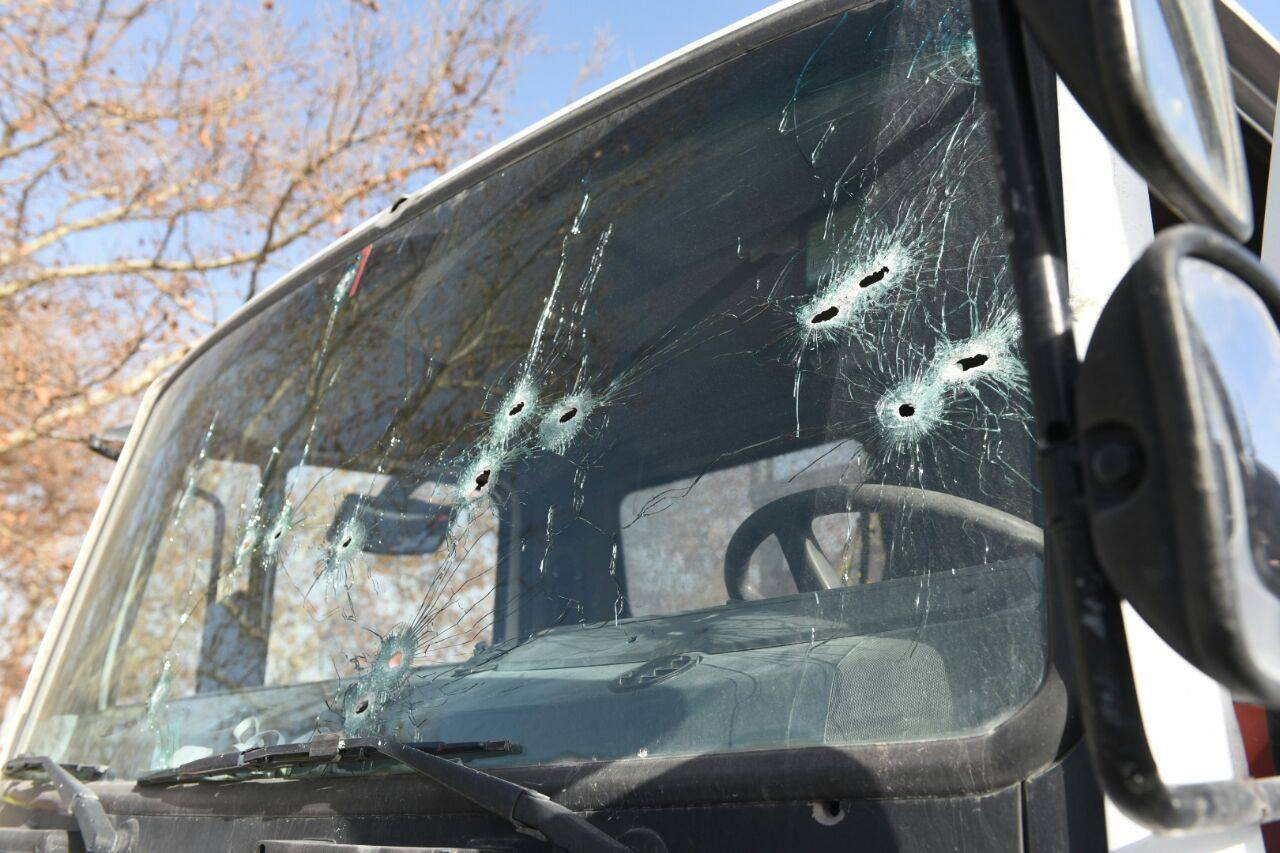
La cabine du camion ayant servi à l'attaque criblée de balles

Vers 13 h, un camion-grue s'engage sur la promenade d'Armon HaNatziv, aux abords de Jérusalem-Est. La promenade est connue pour son panorama sur la vieille ville. 
Le camion fonce sur un groupe de soldats — de jeunes élèves officiers en sortie éducative — en train de descendre d'un bus. Quatre d'entre eux, trois femmes et un homme, sont mortellement renversés, et 17 autres sont blessés. Une partie des militaires présents se met à l'abri tandis que d'autres ouvrent le feu sur le conducteur du camion qui fait marche arrière et repasse au même endroit. Le conducteur est mortellement touché et le camion finit sa course sur une pelouse. La cabine est criblée de balles. Les médecins présents avec les troupes prennent alors en charge les blessés.

## Enquête
Le conducteur du véhicule est un homme palestinien de 28 ans, Fadi al-Qanbar, membre possible du Front populaire de libération de la Palestine et résident du quartier arabe de Jebal Moukaber, à Jérusalem-Est. 
Selon le Premier ministre Benyamin Netanyahou, il serait plutôt lié à l'État islamique.

## Réactions et hommages
L'attaque est saluée par le Hamas, le mouvement islamiste qui contrôle la bande de Gaza.
Les quatre soldats tués sont enterrés le lundi 9 janvier, en présence de centaines de personnes. 
En Europe, le président français, François Hollande condamne cet « odieux attentat » quand Angela Merkel se dit consternée.
Le soir du 9 janvier, la porte de Brandebourg, à Berlin, est illuminée aux couleurs du drapeau israélien. Le lendemain, le même drapeau est projeté sur la façade de l'hôtel de ville de Paris au cours d'un rassemblement silencieux.